# Charanjit Singh
Charanjit Singh (ur. 22 lutego 1931 w Mairi, zm. 27 stycznia 2022 w Unie) – indyjski hokeista na trawie. Dwukrotny medalista olimpijski.
Brał udział w dwóch edycjach igrzysk (XVII Letnie Igrzyska Olimpijskie Rzym 1960, XVIII Letnie Igrzyska Olimpijskie Tokio 1964), podczas obu zdobywając medale. W 1960 roku reprezentacja Indii uległa w finale 0–1 reprezentacji Pakistanu. Cztery lata później kolejność była odwrotna (reprezentacja Indii wygrała 1–0 z reprezentacją Pakistanu). W dwóch turniejach rozegrał łącznie trzynaście spotkań. Był kapitanem drużyny w 1964 roku.
W roku 1963 został laureatem nagrody Arjuna Award.